# Zykloide Psychosen
Der Begriff zykloide Psychosen wurde erstmals 1928 von Karl Kleist verwendet. Bereits aus dem Titel seiner Arbeit geht hervor, dass die Theorien von Bénédict Augustin Morel über das von diesem 1860 vorgelegte Konzept der Degeneration hierbei eine maßgebliche Rolle spielten. Sinn des Begriffs der zykloiden Psychosen ist die Abgrenzung dieser Gruppe von Erkrankungen von dem bis dahin als ungünstig angesehenen Ausgang der schizophrenen Psychose (Längsschnittdiagnostik), obwohl die Symptomatik der zykloiden Psychosen eher der von untypischen Schizophrenien entspricht (Querschnittdiagnostik). Schizophrenien wurden seit 1899 infolge von Untersuchungen durch Emil Kraepelin wesentlich durch ihren ungünstigen Verlauf definiert. Von dieser „Kraepelinschen Regel“ gibt es jedoch inzwischen zahlreiche Ausnahmen. Eine von diesen Ausnahmen stellt die Prognose von zykloiden Erkrankungen dar. Sie kann bei dieser Gruppe von Erkrankungen nach Kleist gewöhnlich günstig gestellt werden. Solche Mischzustände zwischen Schizophrenien und affektiven Psychosen waren jedoch auch Kraepelin bereits 1920 bekannt.
Bereits Karl Ludwig Kahlbaum hat 1863 das Konzept der „Vesania typica circularis“ vorgelegt und 1884 die Bezeichnung „cyklisches Irresein“ verwendet. Mit zykloid. ist der Wechsel von Erkrankungsphasen gemeint zwischen gewöhnlich mehrjährigem symptomfreiem Intervall und Erkrankungsphasen.
Das eigentliche Konzept von „Zykloiden Psychosen“ wurde vom deutschen Professor Karl Leonhard in 1957 entwickelt.
Folgende Formen unterschied Karl Leonhard:
- Angst-Glück-Psychose mit vorwiegender Störung der Gefühle
- Erregt-gehemmte Verwirrtheitspsychose mit vorwiegender Störung des Denkens
- Akinetisch-hyperkinetische Motilitätspsychose mit vorwiegend motorischer Störung

K. Leonhard rechnete die zykloiden Psychosen zusammen mit den davon abzugrenzenden phasischen Psychosen (unter die er die affektiven Erkrankungen kategorisierte), zu den endogenen Psychosen.
Die Beschreibungen Leonhards wurden auch in die aktuellen ICD-10-Kriterien integriert.
Die Bezeichnung „zykloide Psychose“ ist im aktuellen Diagnosesystem ICD-10 (WHO) enthalten und wird mit den Diagnoseschlüsseln F23.0 und F23.1 (Dauer unter drei Monaten) bzw. F28 (Dauer über drei Monaten) erfasst.